# Тіртха і кшетра

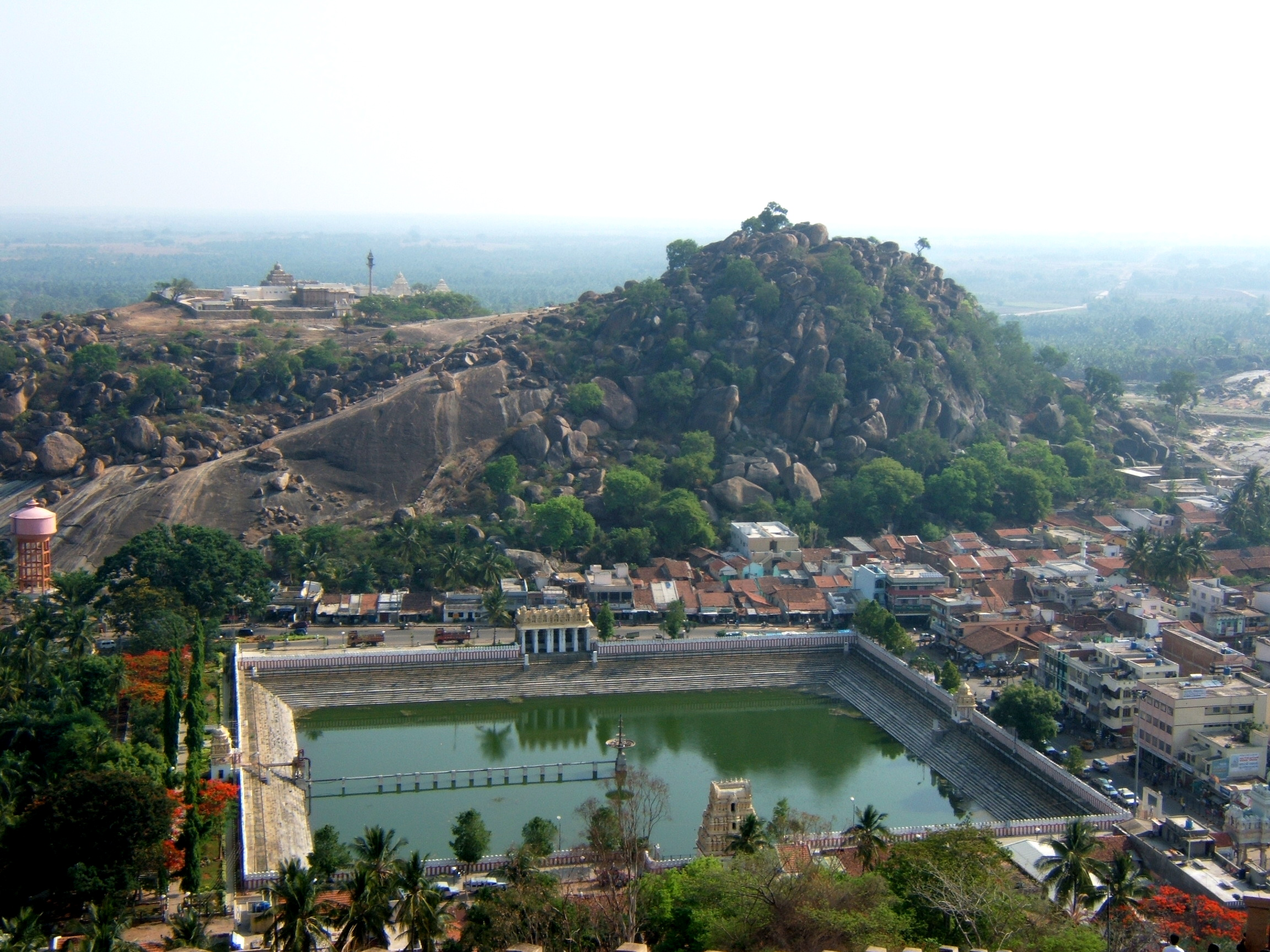
Шраванабелаґола

Тіртха і кшетра — позначення в індуській традиції святого місця або місця паломництва. Разом із концепцією сили мантри, в індуїзмі є концепція святості місця.
Тіртха (санскр. तीर्थ, tīrtha IAST) — священне місце, де є джерело, ставок, озеро, річка або море, води яких вважаються священними. Санскритське слово тіртха в перекладі означає «брід», «переправа», але треба мати на увазі, що санскритський корінь «три» ( tṛ IAST), від якого утворено це слово, має також значення «спасатися» (у релігійному сенсі) Так цей термін став асоціюватися в релігійній традиції з будь-яким місцем паломництва на берегах священних потоків води.
Індус робить своє паломництво по тіртхах (тіртхаятру) як акт релігійного подвижництва, щоб виконати священний обов'язок, умилостивити божество або отримати процвітання. Під час відвідування тіртхи індус зазвичай робить омовіння (Снан), ходить по храму або священному місцю, приносить жертву, здійснює обряд, такий як церемонія шрааддга, що проводиться на честь померлих родичів, його ім'я записується жерцями, а ввечері він слухає релігійні проповіді.
Кшетра (санскр. क्षेक्ष, kṣetra IAST) — це священна територія, священне поле. У просторіччі кшетра може означати місце, де є священний храм або яке пов'язане з особливою подією священного, релігійного або дгармічного значення.
На санскриті кшетра може означати також шматок землі, ділянку, так Курукшетра це поле, де Пандави і Каурави вели свою священну війну, описану в Махабхараті.
Індійський субконтинент сповнений таких тіртх і кшетр. Курукшетра, Бадрінатхе, Кедранатх та інші — це лише деякі з місць паломництва в Індії. Різні Гати на таких священних річках, як Ганг, Кавері, Ямуна, Нармада, Крішна і Годаварі, є важливими тіртхами. Однією з найважливіших тіртх є острів Рамешварам майже на самому півдні Індії. Майже кожне храмове місто вважається кшетрою. Той, хто приносить дарунки до тіртхи або кшетри, як говорять писання, позбавляється від бідності, а той, хто отримує такі дари, приймає вбогість на себе. Для таких священних тіртх і кшетр існують довгі паломницькі маршрути, паломники ж практикують сувору стриманість і часто проходять пішки величезні відстані навіть у майже недоступних районах.